# Adriaen de Utreque

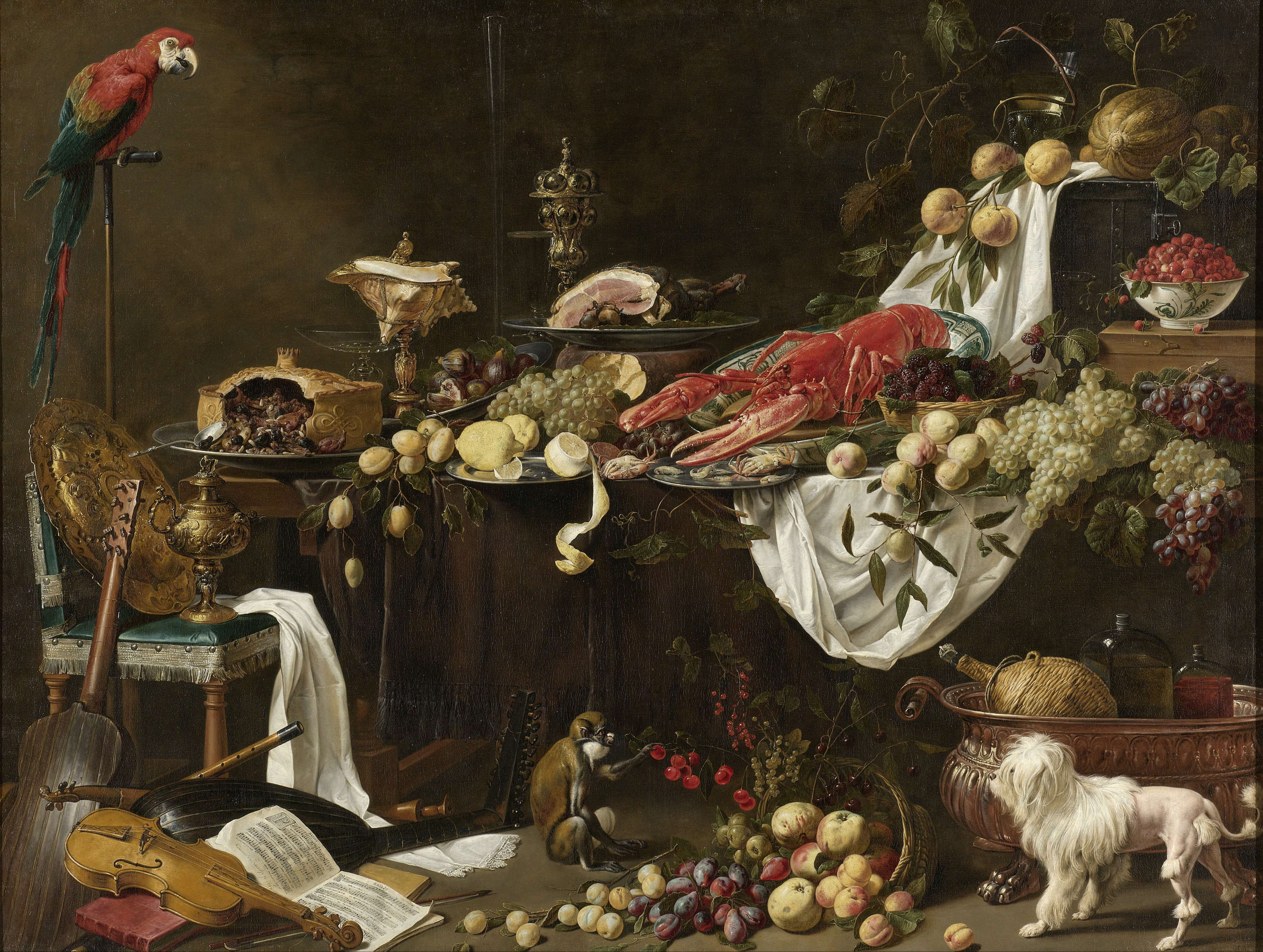
Banquete de Natureza-Morta, 1644, Rijksmuseum

Adriaen de Utreque (Antuérpia, 12 de janeiro, 1599 – 1652) foi um pintor flamengo conhecido principalmente por suas naturezas-mortas de banquetes, caça e frutas, além de imagens de mercados, cozinhas e porcos em fazendas. Suas pinturas, especialmente as que mostravam caçadas, mostram a influência de Frans Snyders.  Os dois artistas são considerados os principais inventores do gênero de pronkstillevens (naturezas-mortas que enfatizam a abundância, com uma diversidade de objetos, frutas, flores e caça, muitas vezes juntas com pessoas e animais, na tradição de pintores como Pieter Aertsen and Joachim Beuckelaer. Adriaen também trabalhou com tapeçaria e pintou um grande número de naturezas-mortas de flores, com influência do famoso pintor de flores de Antuérpia, Daniel Seghers. Colaborava regularmente com um importante grupo de pintores de Antuérpia que foram alunos de Peter Paul Rubens, tais como  Jacob Jordaens, David Teniers, o Jovem, Erasmus Quellinus II, Gerard Seghers, Theodoor Rombouts, Abraham van Diepenbeeck e Thomas Willeboirts Bosschaert.[carece de fontes?]
Foi aluno de Herman de Neyt. Viajou para a França, Alemanha e Itália, onde trabalhou para cortes locais. Em 1625, entrou para a Guilda de São Lucas de Antuérpia No casamento de sua irmã Catharina com o pintor Simon de Vos, em 1628, conheceu Constancia van Nieulandt (ou 'van Nieuwlandt'), filha do pintor e poeta Willem van Nieulandt II., com que sem casou. Constantia tornou-se pintora e poeta e acredita-se que compartilhou trabalhos com o marido, tendo ainda pintado cópias inteira ou parciais de obras de Adriaen. 
Adriaen tornou-se um artista de sucesso e de recebia encomendas do Imperador da Alemanha, rei Filipe IV de Espanha e o Príncipe de Orange. Contudo, quando morreu, em 1652, tinha perdido a maior parte de sua fortuna. Entre 1626 e 1646, ensinou pelo menos sete alunos, incluindo Philip Gyselaer (1634/35) e Cornelis van Engelen.
Forneceu elementos de naturezas-mortas para pinturas de Jacob Jordaens, Erasmus Quellinus II, Jan Cossiers e Thomas Willeboirts Bosschaert.  Colaborou com David Teniers, o Jovem, Theodoor Rombouts, Theodoor van Thulden e Jan van den Hoecke.
Seu trabalho influenciou Jan Davidszoon de Heem, Evaristo Baschenis, Nicolas de Largillière e Abraham van Beyeren.[carece de fontes?]